# Embaúba
Embaúba is een gemeente in de Braziliaanse deelstaat São Paulo. De gemeente telt 2.442 inwoners (schatting 2009).